# Risør

Aust-Agder megye elhelyezkedése Norvégiában.

Risør község elhelyezkedése Aust-Agder megyében.

Risør község címere.

Risør város és község (norvégül kommune) Norvégia déli Sørlandet földrajzi régiójában, Aust-Agder megyében, a Skagerrak szoros partján.
A község közigazgatási központja Risør város, amelyet 1909-ig Østerrisørnek neveztek).
Risør község területe 193 km², népessége 6888 fő (2008. január 1-jén). 1964. január 1-jén beleolvadt Søndeled község.
Risør község 1838. január 1-jén alakult (lásd: formannskapsdistrikt).
Polgármestere 2007 óta Knut Henning Thygesen, a Vörös Párt alsú és egyetlen direkt választáson hivatalt nyert polgármestere.

## Neve
A név óészaki alakja *Rísøyjar lehetett. Ennek előtagja a „bozót” jelentésű rís, utótagja a „sziget” jelentésű” øy szó többes száma. A név eredetileg a városhoz közeli Risøya szigetre utalt.
A város régi neve (1909-ig Østerrisør (Kelet-Risør) volt. Megkülönböztető előtagját a 16. században kapta, hogy ne keverjék össze Vesterrisørrel (Nyugat-Risør, Mandal régi neve).

## Földrajza
Aust-Agder legkeletibb tengerparti községe, a Søndeledfjord és a Sandnesfjord találkozásánál. Délnyugati szomszédja Tvedestrand, északnyugaton Vegårshei és Gjerstad (mindhárom Aust-Agder), északkeleten pedig a telemarki Kragerø.

## Története
Risør kis halászfalu volt, amikor 1570tájától holland hajók kezdek ideérkezni, hogy fát vásároljanak. 1607-ben már két fogadó is nyílt, hogy kiszolgálja a holland tengerészeket.
1630-ra Risør kiváltságos kikötő (ladestad) lett.
Risørnek van egy középkori temploma. Egy másik templom, a Den Hellige Ånds fatemplom 1647-ben épült, barokk stílusban.
1723-ban Risør vásárvárosi jogokat kapott. A 17. század végére a risøri kalmároknak már 96 vitorláshajójuk volt. Ebben az időben Risør Norvégia hatodik legnagyobb kikötővárosa és négy hajóépítő központjának egyike volt.

## Külső hivatkozások
- Risør község honlapja (norvégül)
- RISØRBY. Tények és képek Risørről (norvégül)

Angol nyelven:
- Risør Wooden Boat Festival, every year in August. Archiválva 2020. december 3-i dátummal a Wayback Machine-ben
- Tourist Information Risør Archiválva 2021. január 19-i dátummal a Wayback Machine-ben
- Visit Risør
- Det Lille Hotel
- Aust Agder News (Norwegian)
- Risør chamber music festival (Norwegian)
- Culture in Risør on the map (Norwegian)
- Map of Aust-Agder including Risør municipality
- RISØRBY. Very good page with facts and pictures of Risør. (Norwegian)